# Cristatellidae
Cristatellidae är en familj av mossdjur som beskrevs av George James Allman 1856. Cristatellidae ingår i ordningen Plumatellida, klassen Phylactolaemata, fylumet mossdjur och riket djur.
Familjen innehåller bara släktet Cristatella.